# Pomerančukova nagrada
Pomerančukova nagrada (angleško Pomeranchuk Prize, rusko премия имени И. Я. Померанчука) je mednarodna znanstvena nagrada za teoretično fiziko, ki jo od leta 1998 enkrat letno podeljuje Inštitut za teoretično in eksperimentalno fiziko Alihanova (ITEP) v Moskvi. Nagrada se imenuje po ruskem fiziku Izaku Jakovljeviču Pomerančuku, ki je skupaj z Landaujem ustanovil oddelek za teoretično fiziko inštituta.
Po statutu nagrade ne morejo biti imenovani nobelovci. Nagrado je sicer od nobelovcev prejel Nambu. Imena prejemnikov objavijo 20. maja, na dan Pomerančukovega rojstva.

## Prejemniki
- 2018 Giorgio Parisi, Lev Petrovič Pitajevski[1]
- 2017 Igor Romanovič Klebanov, Jurij Mojisejevič Kagan
- 2016 Curtis Gove Callan, Jurij Antonovič Simonov[2]
- 2015 Stanley Jerome Brodsky, Viktor Sergejevič Fadin
- 2014 Leonid Venjaminovič Keldiš, Aleksander Borisovič Zamolodčikov
- 2013 Andrej Aleksejevič Slavnov, Mihail Arkadjevič Šifman
- 2012 Spartak Timofejevič Beljajev, Juan Martín Maldacena
- 2011 Semjon Solomonovič Gerštejn, Heinrich Leutwyler
- 2010 Valentin Ivanovič Zaharov, André Martin
- 2009 Boris Lazarevič Joffe, Nicola Cabibbo
- 2008 Leonard Susskind, Lev Borisovič Okun
- 2007 Aleksander Abramovič Belavin, Joičiro Nambu
- 2006 Vadim Aleksejevič Kuzmin, Howard Mason Georgi
- 2005 Josif Bencjonovič Hriplovič, Arkadij Josifovič Vajnštejn
- 2004 Aleksander Fjodorovič Andrejev, Aleksander Markovič Poljakov
- 2003 Valerij Anatoljevič Rubakov, Freeman John Dyson
- 2002 Ljudvig Dimitrijevič Faddejev, Bryce Seligman DeWitt
- 2001 Lev Nikolajevič Lipatov, Tullio Regge
- 2000 Jevgenij Lvovič Fejnberg, James Daniel Bjorken
- 1999 Karen Avetovič Ter-Martirosjan, Gabriele Veneziano
- 1998 Aleksander Iljič Ahiezer, Sidney David Drell